# Кушинагар
Кушинагар (англ. Kushinagar, хинди कुशीनगर) — небольшой город на севере Индии в округе Кушинагар, в штате Уттар-Прадеш, одно из четырёх главных священных мест, центр паломничества буддистов.
Место ухода Гаутамы Будды в махапаринирвану.

## Численность населения
В соответствии с переписью населения, проведённой в Индии в 2001 году, население Кушинагара насчитывает 17982 человека. Общая доля мужского населения — 52 %, женского — 48 %. Доля грамотных граждан в городе составляет 62 % (в то время как по Индии — 59,5 %), среди мужчин доля образованных граждан составляет — 70 %, женщин — 54 %.

## Древняя история
В древние времена город был известен как Кушавати, столица царства маллов.
В Рамаяне упоминается как город Куши, сына Рамы, короля Айодхьи.
Во времена жизни Будды Гаутамы (VI век до н. э.) город становится одним из четырёх главных святых мест в буддизме, ведь именно здесь он отправился в махапаринирвану, закончив свой земной путь.
Большинство культовых буддийских сооружений — ступ и вихар, расположенных в городе, относятся к V—III векам до н. э., ко времени правления царя Ашоки из династии Мауриев, покровительствовавшем буддизму и другим неортодоксальным учениям. В это время город процветал.
Во времена посещения города китайским буддийским паломником Фасянем в городе жили главным образом монахи и миряне, связанные с местной буддийской общиной (сангхой).
Вплоть до XII века город процветал, однако вскоре был заброшен и забыт.

## Визит Будды в Кушинагара
Ко времени жизни Сиддхартхи Гаутамы Шакьямуни Будды от былого величия Кушавати как столицы империи маллов остался лишь маленький городок. Однако именно это место было выбрано Буддой для махапаринирваны. После смерти тело Гаутамы Будды внесли в город через северные ворота и вынесли через восточные. В течение семи дней проводились подношения в честь Будды, и затем его тело было кремировано.

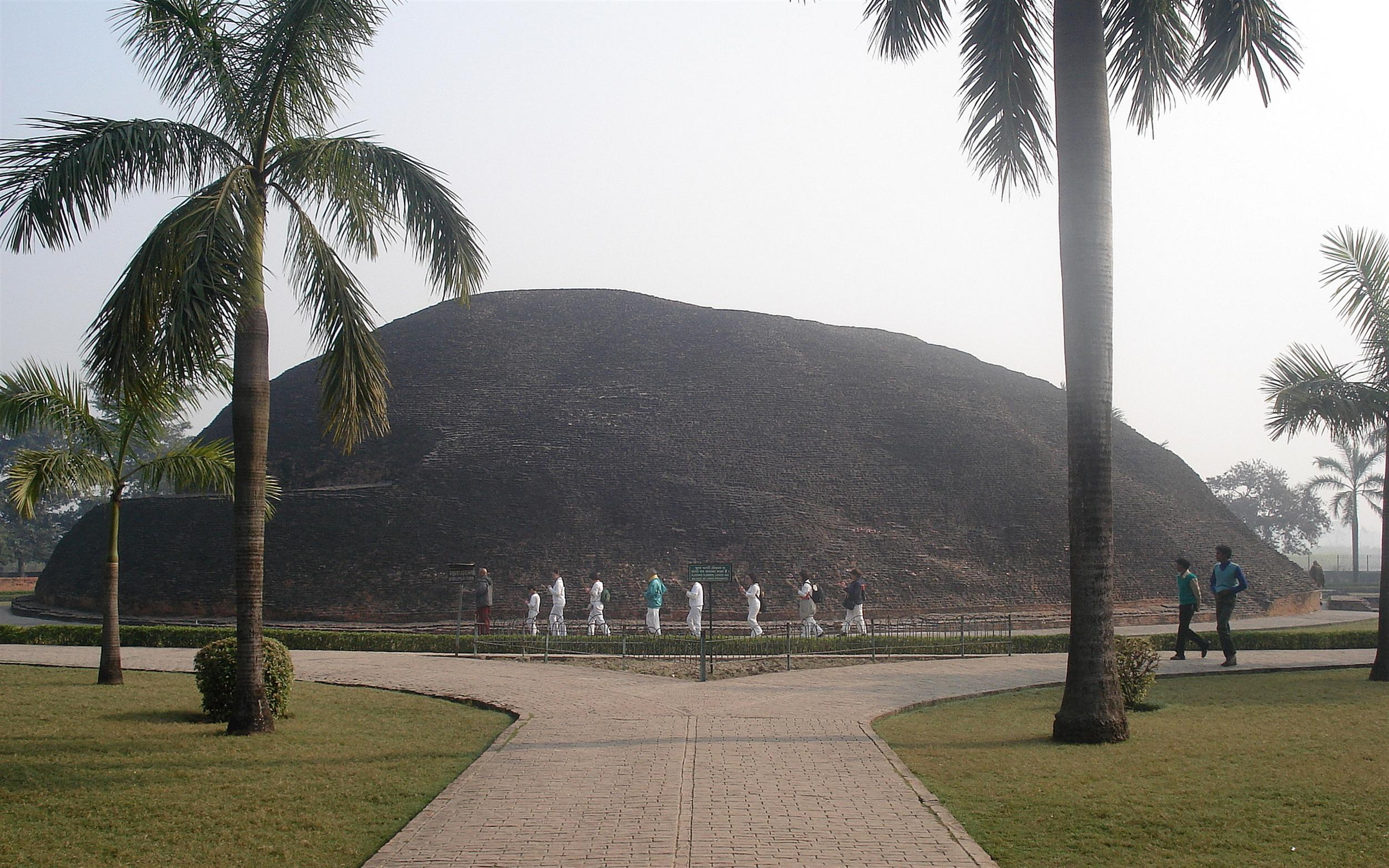
Место кремации тела Гаутамы Будды

## Раскопки города

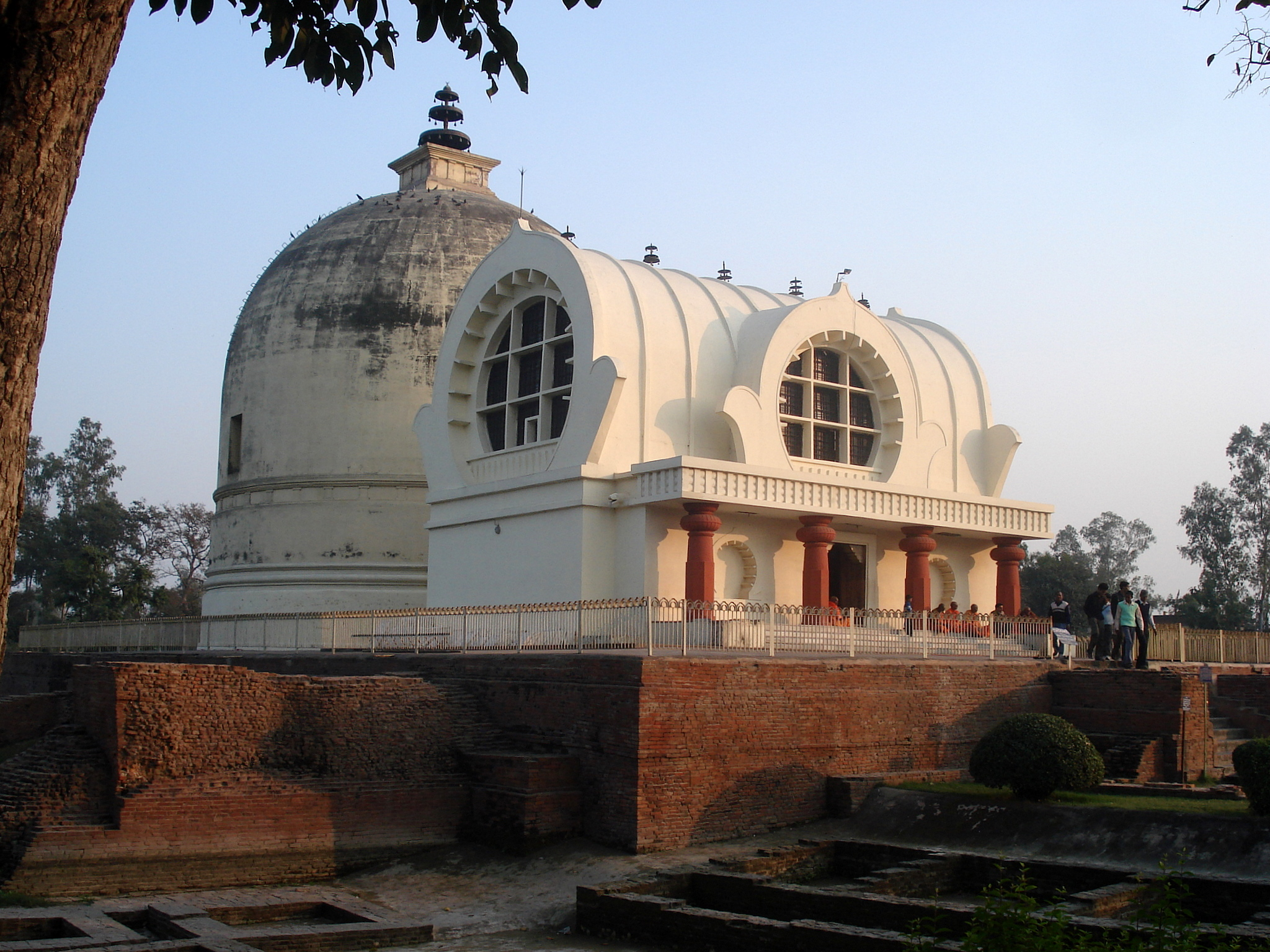
Храм Паринирвана и Ступа Паринирвана

В начале XIX века начались раскопки Кушинагара, для нахождения города использовались записи китайских путешественников, побывавших здесь ранее. Остатки Ступы Паринирваны и храма Махапаринирваны были найдены под сорокофутовым слоем грязи от кирпичей в месте, со всех сторон окружённом плотным кольцом леса в 1876 году.
В 1861—1862 годах раскопки под руководством генерала Александра Каннингема доказали, что найденные в этом месте остатки Ступы и Храма являются Кушинагарой.

## Настоящее время
Сегодня Кушинагар является местом паломничества буддистов и притягательным местом для туристов со всего света. Построено множество ресторанов и отелей для обеспечения туристов комфортным отдыхом.

## Достопримечательности

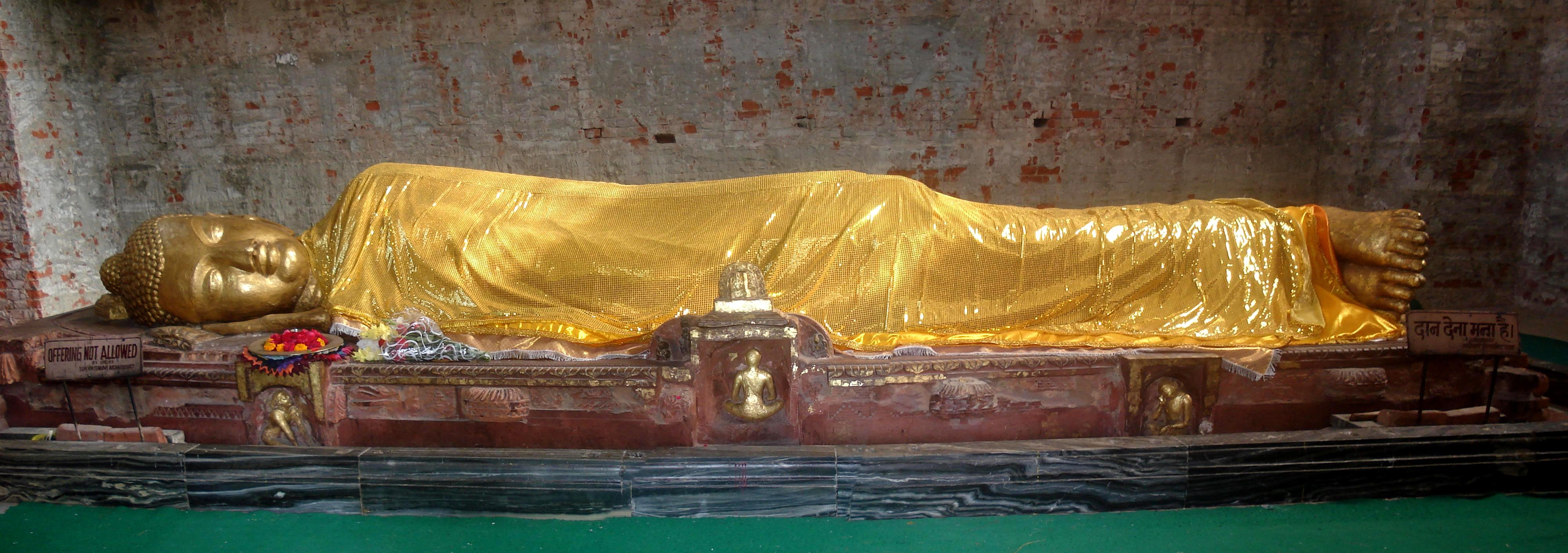
Статуя лежащего Будды внутри Храма Паринирваны

- Храм Махапаринирваны — одна из главных достопримечательностей Кушинагара, здание реконструировано в 1956 году.
- Ступа Паринирваны — построенная в III веке, была реконструирована в 1927 году.
- Матхакуар — статуя Будды из чёрного камня, предположительное место последней проповеди Будды.
- Статуя лежащего Будды — шестиметровая статуя Будды, лежащего на правом боку, изображает его вхождение в великий покой (махапаринирвану).
- Ступа Рамбхар — построенная в V веке, пятнадцатиметровая ступа предположительно построена на месте кремирования Будды.